# UVB-76

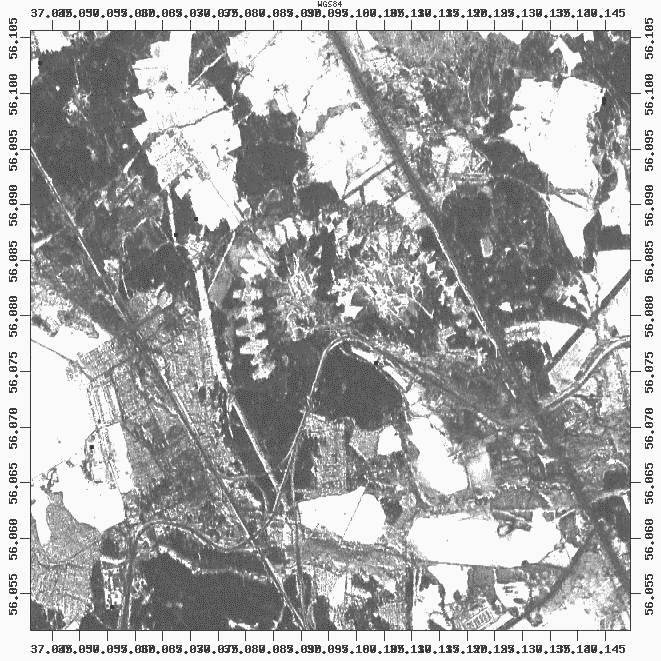
Műholdkép az UVB-76 adóállomásról
Povarovo, Oroszország

Az UVB-76 a hívójele egy oroszországi rövidhullámú rádióállomásnak.
Rendszerint 4625 kHz-en ad, a rádiózók angolul a The Buzzer (A Zümmögő) nevet adták neki. Ennek oka a rövid, monoton, percenként 25 hangot kiadó  zümmögő hang, mely a nap 24 órájában szól. Az állomást 1982 óta tartják számon.
Néhány esetben a zümmögő hang megszakadt és orosz beszéd vette át a helyét. Rengeteg feltételezés van az adás pontos célját illetően. Az adás minden bizonnyal katonai célokat szolgál, azonban ez sincs hivatalosan megerősítve.[forrás?] Feltételezések szerint köze van a Holt kéz doktrinához.[forrás?]

## Normál adás
Az állomás adása egy percenként 21-34 alkalommal ismétlődő, 0,8 másodpercig tartó zümmögő hang, melyek között 1-1,3 másodperc csend van. Óra előtt egy perccel az ismétlődő hangot átveszi egy folyamatos hang, és egészkor visszatér a "zümmögés". 07:00 és 07:50 között az állomás alacsony teljesítménnyel üzemel, amikor minden bizonnyal karbantartás folyik.
Az állomás már legalább 1982 óta működik, de a zümmögő hangot csak 1990 óta adja. 2003 január 16-án egy ideig magasabb hangon és hosszabban adta a jelzését, de azóta visszatért a rendes mintára.

## Üzemzavar
Időnként távoli beszélgetések hallhatók a zümmögés mögött, tehát feltételezhető, hogy nem egy hanglejátszó eszköz szól állandóan, hanem egy folyamatosan bekapcsolva hagyott mikrofon. Erre példa 2001. november 3., amikor a következő orosz szöveg volt hallható: "Я — 143. Не получаю генератор." "Идёт такая работа от аппаратной." ("143. vagyok. Nem kapom az oszcillátort." "Ezt küldi a vezérlőszoba" vagy "Ezek a parancsok a vezérlőből".)

## Hangüzenetek
Nagyon ritkán hallani hangüzenetet az állomástól, ezek közül néhányat sikerült rögzíteni:
- 1997. december 24-én, (UTC idő szerinti) 21:58-kor a zümmögést hirtelen félbeszakította sípoló hangok sorozata, majd egy férfihang a következő orosz szöveget mondta: "Ja — UVB-76. 18008. BROMAL: Borisz, Roman, Olga, Mihail, Anna, Larisza. 742, 799, 14."[4] Ezt többször megismételte, majd újabb sípoló hangok után visszatért a zümmögés.
- Hasonló, de rendkívül torzított hangüzenetet adott 2002. szeptember 12-én. Valószínűleg túl közel mondták a szöveget a mikrofonfejhez, ezért az üzenet borzasztó nehezen érthető, a legvalószínűbb értelmezése: "UVB-76, UVB-76. 62691 Izafet 3693 8270."
- Egy másik, a szokásos mintától (öt szám – kódszó – nyolc szám) eltérő üzenet 2006. február 21-én, 7:57-kor (GMT) hangzott el. (A harmadik adás felvétele) A hang ismét rendkívül torz volt, de a szöveg tartalma: "75-59-75-59. 39-52-53-58. 5-5-2-5. Konsztantyin-1-9-0-9-0-8-9-8-Tatyjana-Okszana-Anna-Jelena-Pavel-Scsuka. Konsztantyin 8-4. 9-7-5-5-9-Tatyjana. Anna Larisza Uljana-9-4-1-4-3-4-8."[5] Ezek a nevek az orosz fonetikus ábécéből származnak (hasonlóan a NATO fonetikus ábécéhez).[6]
- A negyedik ismertté vált adás 2009. szeptember 29-én hangzott el. Az adás tartalmát közzétették a YouTube-on, de a felvételt később törölték.[7] Az üzenet szintén ismeretlen jelentésű betűkből (nevekből) és számokból állt.
- Az ötödik adást (a negyedik interneten elérhető adást) 2010. augusztus 23-án rögzítették.[8] Az üzenet tartalma: UVB-76, UVB-76 — 93 882 Naimina 74 14 35 74 — 9 3 8 8 2 Nyikolaj, Anna, Ivan, Mihail, Ivan, Nyikolaj, Anna, 7, 4, 1, 4, 3, 5, 7, 4.[9]
- 2010. szeptember 2-án az adás egy időre megszakadt. Az adás újbóli jelentkezésekor az adó történetében először egy zeneszám hangzott fel, Csajkovszkij Hattyúk tava című darabjának egy fél perces részlete után azonnal visszatért a zümmögés, amelyet a következő órákban többször is morzejelek szakítottak meg.[10]
- 2022.01.27-én 8:20 perckor ismét elhallgatott az adó pulzáló adása, csak a vivőhullámot sugározták. Majd 13:36-kor az adót tesztelték beszéddel.
- Az adó sugárzott nevei:[11] UVB/UZB 76 (1997-2010); MDZhB (2010-2015); ZhOUZ (2015-2019); ANVF (2019-2021); NZhTI (2021- folyamatosan)

További adások:

### UZB-76 hangüzenetek
| dátum         | időpont UTC-ben | üzenet                                                                              |
| ------------- | --------------- | ----------------------------------------------------------------------------------- |
| 1997. 12. 24. | 21:58           | 180 08 BROMAL 74 27 99 14 Record Video                                              |
| 2000. 12. 24. | 12:30           | 74 148 ANTIMONAT 26 37 09 31                                                        |
| 2000. 12. 24. | 12:45           | 61 21 ANTIMONAT 26 37 09 31                                                         |
| 2002. 12. 01. | 10:51           | 01 213 SKIF 38 87 23 95                                                             |
| 2002. 12. 06. | 07:03           | 28 138 KARIAMA 77 56 01 51 AGGRADACIYA 05 51 55 97 GLAShATEL' 76 78 55 08           |
| 2002. 12. 20. | 18:43           | 45 359 DELMEZON 37 49 63 35                                                         |
| 2003. 01. 15. | 08:55           | 79 992 BONGU 99 23 77 68 BRONShshIK 71 17 57 70                                     |
| 2003. 01. 15. | 15:30           | 03 517 KAMACIT 86 68 88 86                                                          |
| 2003. 01. 16. | 17:00           | 90 824 KROLIST 53 26 62 56                                                          |
| 2003. 01. 16. | 17:56           | 73 858 PODShEFNYJ 86 91 03 74                                                       |
| 2003. 01. 17. | 09:00           | 93 310 BILADIT 80 81 84 49                                                          |
| 2003. 01. 17. | 14:02           | 98 042 VYLENIE 36 20 09 83                                                          |
| 2003. 01. 21. | 09:52           | 80 516 GANOMATIT 21 23 86 25                                                        |
| 2003. 01. 24. | 17:25           | 07 526 RAZDVIZhOJ 18 47 27 96                                                       |
| 2003. 01. 30. | 08:04           | 01 851 AZOTIN 18 89 24 02                                                           |
| 2003. 01. 30. | 17:57           | 57 084 INICIAL' 76 16 56 79                                                         |
| 2003. 02. 07. | 09:03           | 15 286 ANGLEZ 51 09 98 29 BUShMAR 89 89 55 79 NOMINACIYa 74 97 16 56                |
| 2003. 02. 07. | 09:34           | 85 596 KLASA 81 00 02 91                                                            |
| 2003. 02. 11. | 17:58           | 12 733 EDINENIE 67 79 66 32                                                         |
| 2003. 03. 01. | 10:30           | 60 130 VATRUH 58 89 54 54                                                           |
| 2003. 03. 21. | 10:28           | 95 695 TREZVENIK 16 24 54 27 TVORAIN 16 24 02 30                                    |
| 2003. 03. 24. | 06:51           | 01 705 BRAMIRKA 18 49 70 39                                                         |
| 2006. 02. 21. | 7:57            | 65 265 FELAK 17 09 08 98 TEPEPShIK 85 59 75 59 TPLEABF 75 25 25 8 video             |
| 2009. 09. 29. | 16:00           | 99 884 ASASDNYJ 42 67 28 17 Record                                                  |
| 2010. 01. 25. | 17:13           | 95 313 SUPRTKA 54 15 12 56 Record                                                   |
| 2010. 08. 23. | 13:35           | 93 882 NAIMINA 74 14 35 74 Record                                                   |
| 2010. 08. 25. | 06:54           | 38 527 AKKRECIYa 36 09 55 73 Record                                                 |
| 2010. 09. 5.  | 13:39           | 19 703 PREGRADA 80 18 06 57 Record                                                  |
| 2010. 09. 10. | 15:16           | 27 416 TREKATOR 52 50 10 95 AREOGRAFIYa 18 05 35 23 Record (last message for UZB76) |
| 2022. 01. 27  | 13.36           | 1,2,3,4,5 és további hanganyag                                                      |

## Felszerelés
Az állomás Molnyija-2M (PKM-15) és Molnyija-3 (PKM-20) adókat, valamint Viaz-M2 tartalék adót alkalmaz. Teljesítménye kb. 10 kW – a tartalékot (2,5 kW) 7:00 és 7:50 között használják.

## Helyszín és forrás
Az adó korai helyszíne és hívójele az első, 1997-es hangüzenet előttig ismeretlenek voltak.
Az adó helyszíne 1982-2010 között: Povarovo, Oroszország (é. sz. 56° 04′ 58″, k. h. 37° 05′ 22″), 40 km-re északnyugatra Moszkvától. 2010-ben a rádiós bázist leszerelték, és elköltöztették. Jelenleg itt ipari park épül a területen és a környékén. OSM térképen itt található:  
Az adó helyszíne 2010 után: Szentpétervártól mintegy 40 km-re északra, az A-121 autópálya mellett a Rojka-tó (Ozero Royka) partján az orosz RF Védelmi Minisztérium 60. kommunikációs központja üzemelteti. OSM térképen itt található: 